# Rosarium Wettsteinpark de Viena
El Rosarium Wettsteinpark Wien (Rosaleda Wettsteinpark de Viena) es un parque, rosaleda y jardín botánico de 1 300 m² de extensión administrado por la municipalidad de Viena, Austria. 

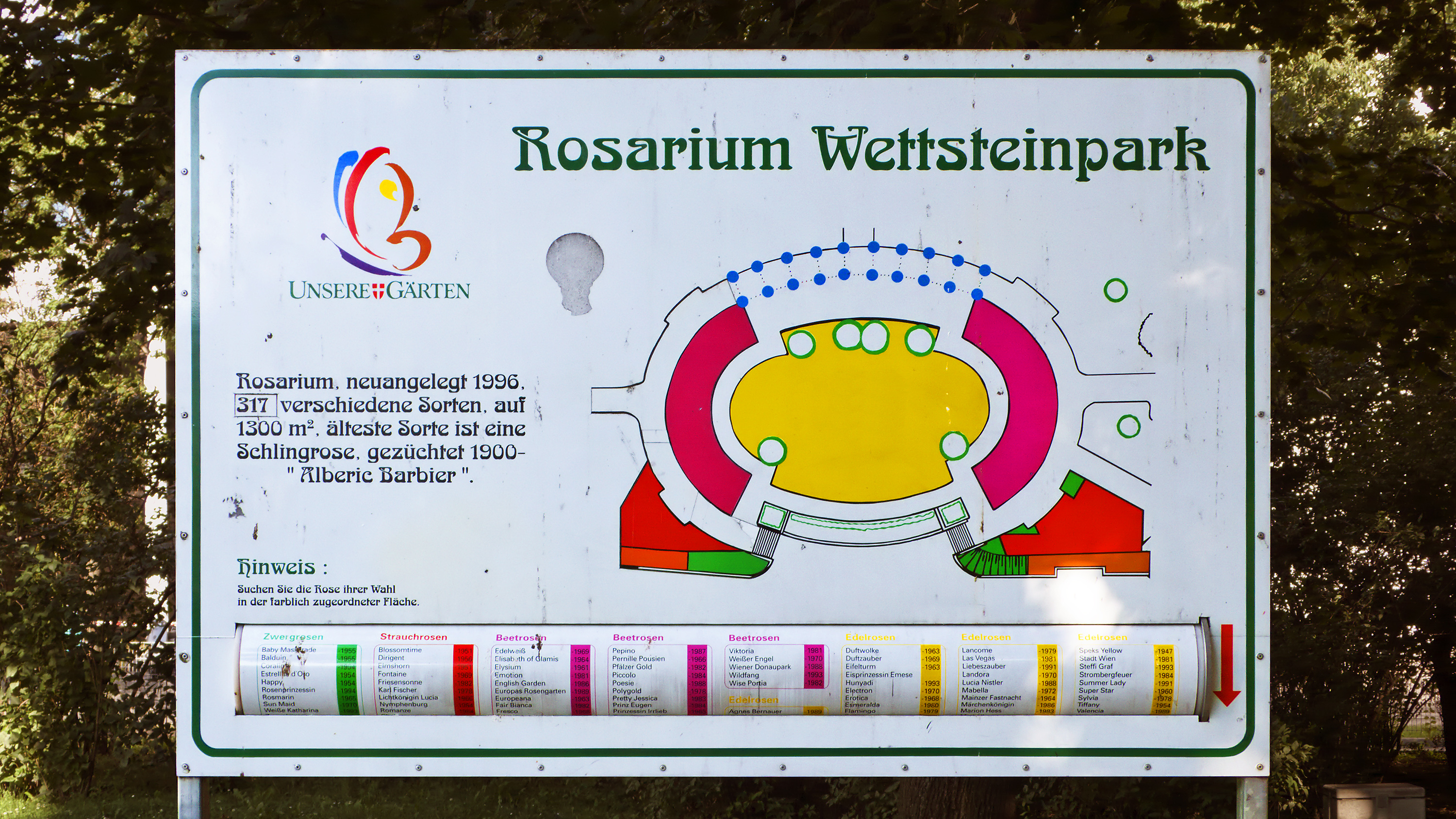
Placa informativa de las características de la rosaleda.

## Localización
Se ubica en el parque "Wettsteinpark" en "Wiener Leopoldstad", se puede llegar por Metro en la "U-Bahn Station Roßauer Lände".
Rosarium Wettsteinpark Wien Leopoldstad, Obere Donaustraße 22, 1020 Wien-Viena, Österreich-Austria.
Planos y vistas satelitales.48°13′18.14″N 16°22′09.85″E / 48.2217056, 16.3694028
Está abierto todos los días y la entrada es gratuita.

## Historia

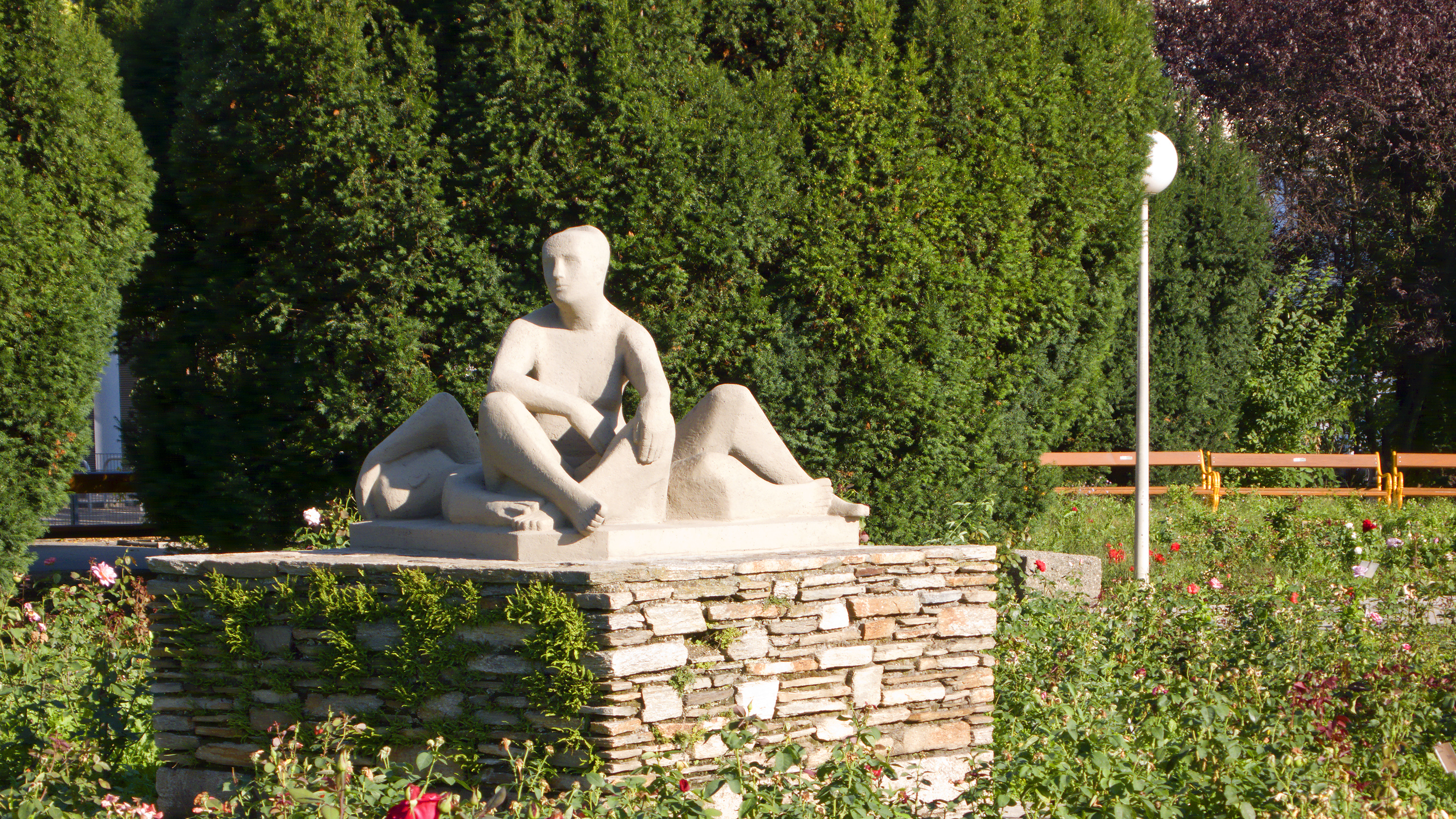
Obra de arte pública catalogada con el nº 78 122 "Ruf der Jugend" en la rosaleda.

Esta rosaleda de 1 300 m² fue inaugurada en 1996. 
La rosaleda se encuentra en el interior del gran parque, Wettsteinpark de 34 000 m² creado en 1934, que está situado en uno de los canales aliviaderos de las inundaciones del río Danubio.

## Rosaleda
La rosaleda ("Rosarium Wettsteinpark Wien Leopolstad") alberga unas 317 variedades de rosales.

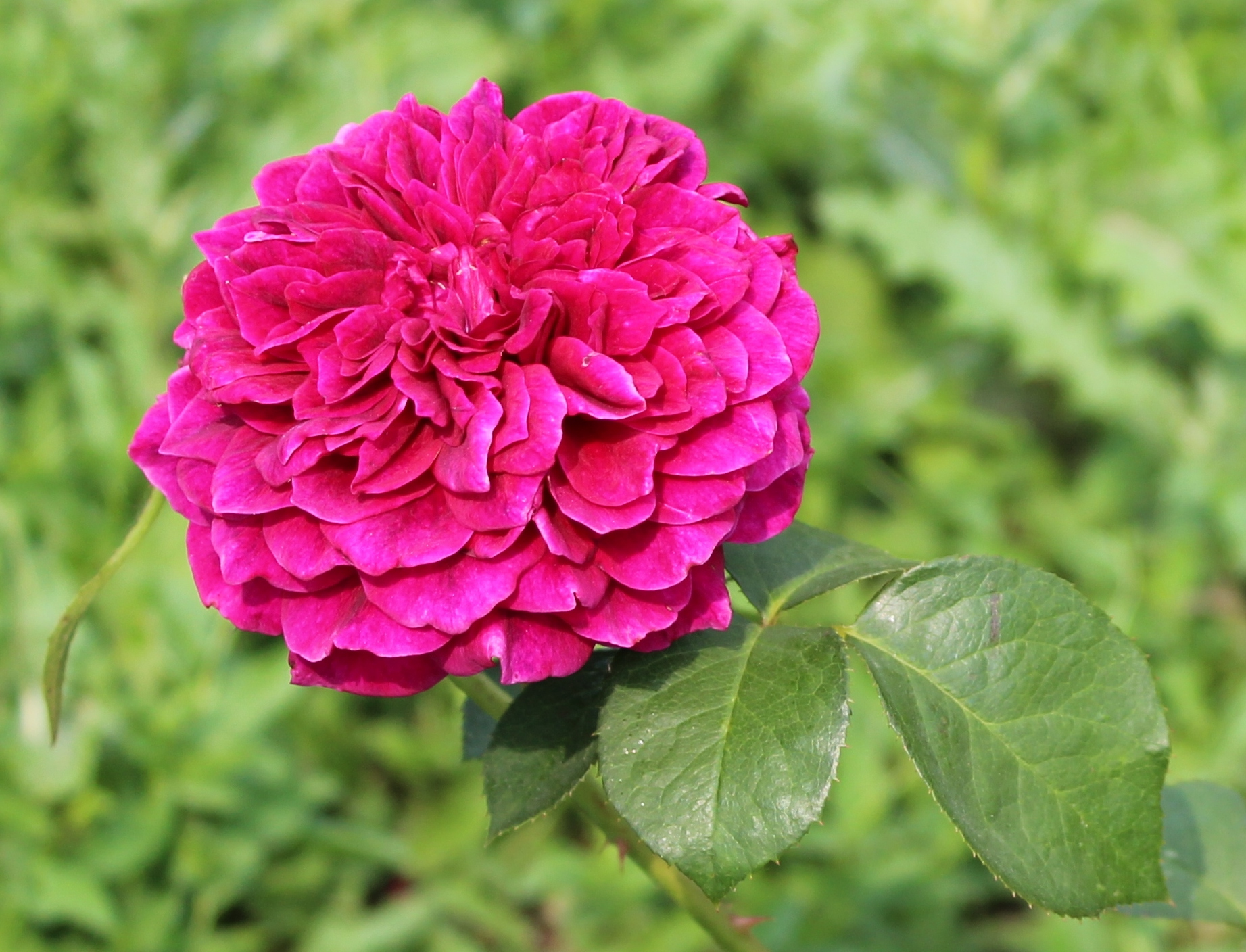
Rosa 'Prospero', David Austin 1982. En el Rosarium Wettsteinpark de Viena.
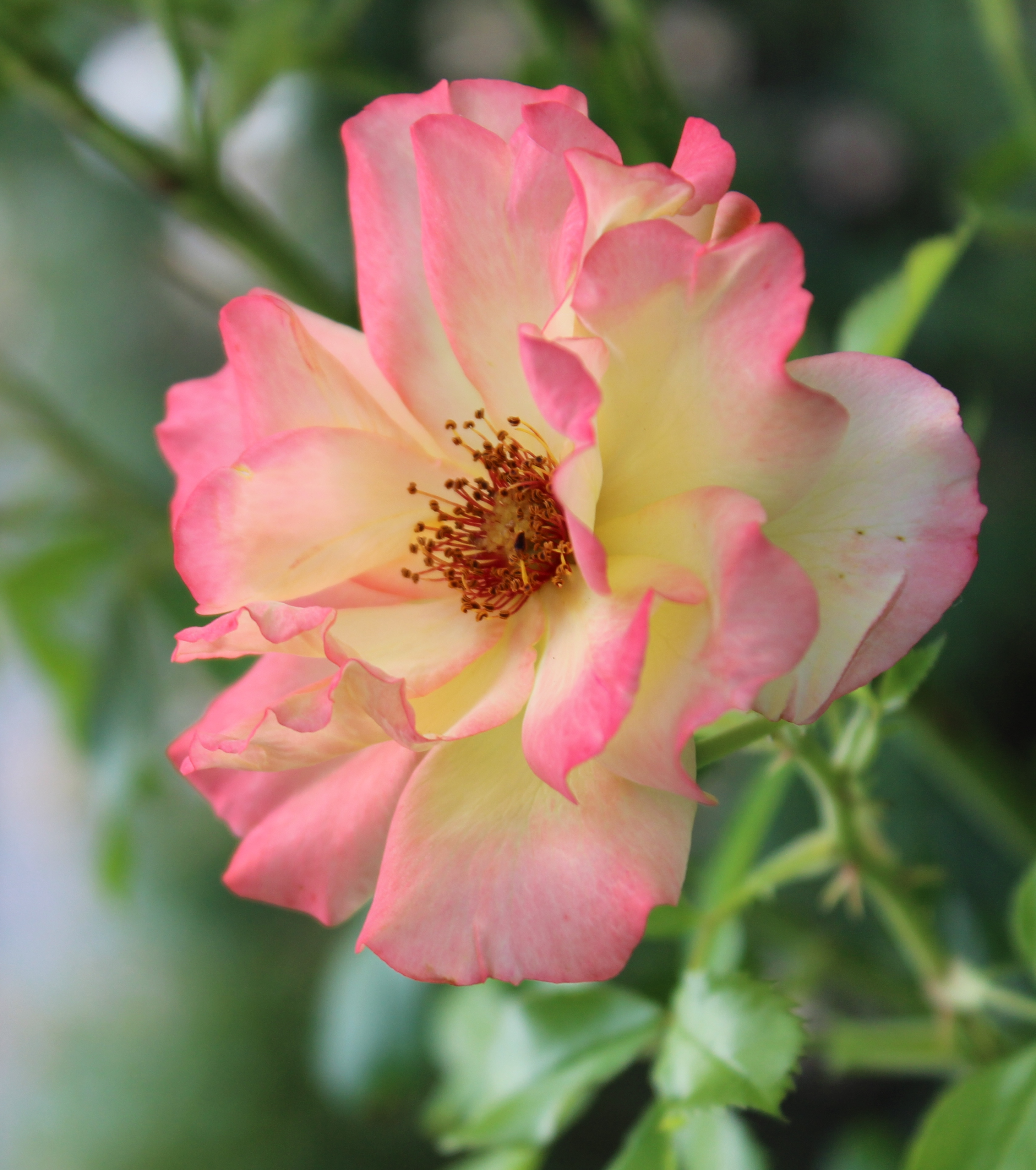
'Bonanza', Kordes 1983.
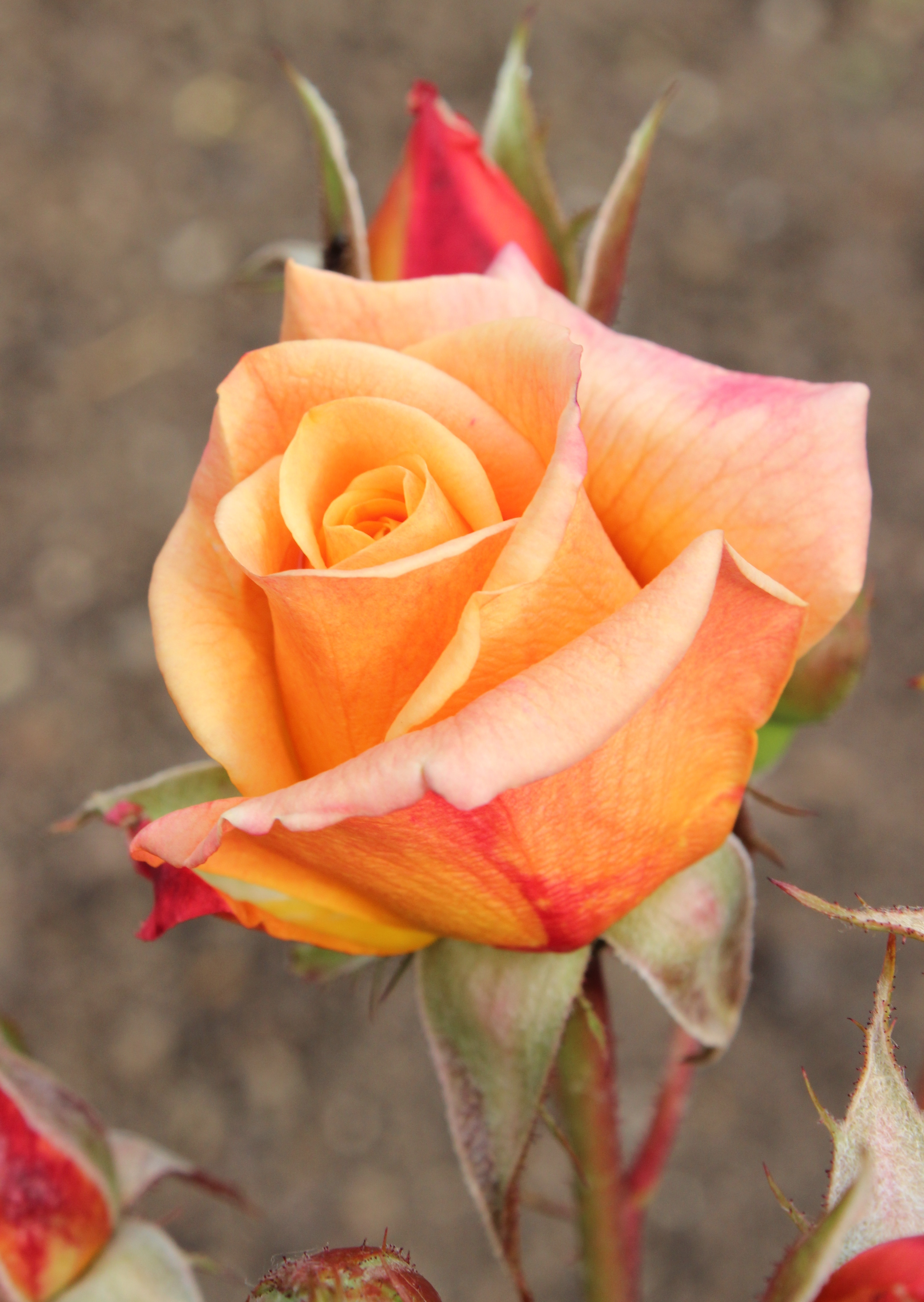
'Circus', Swim 1956.
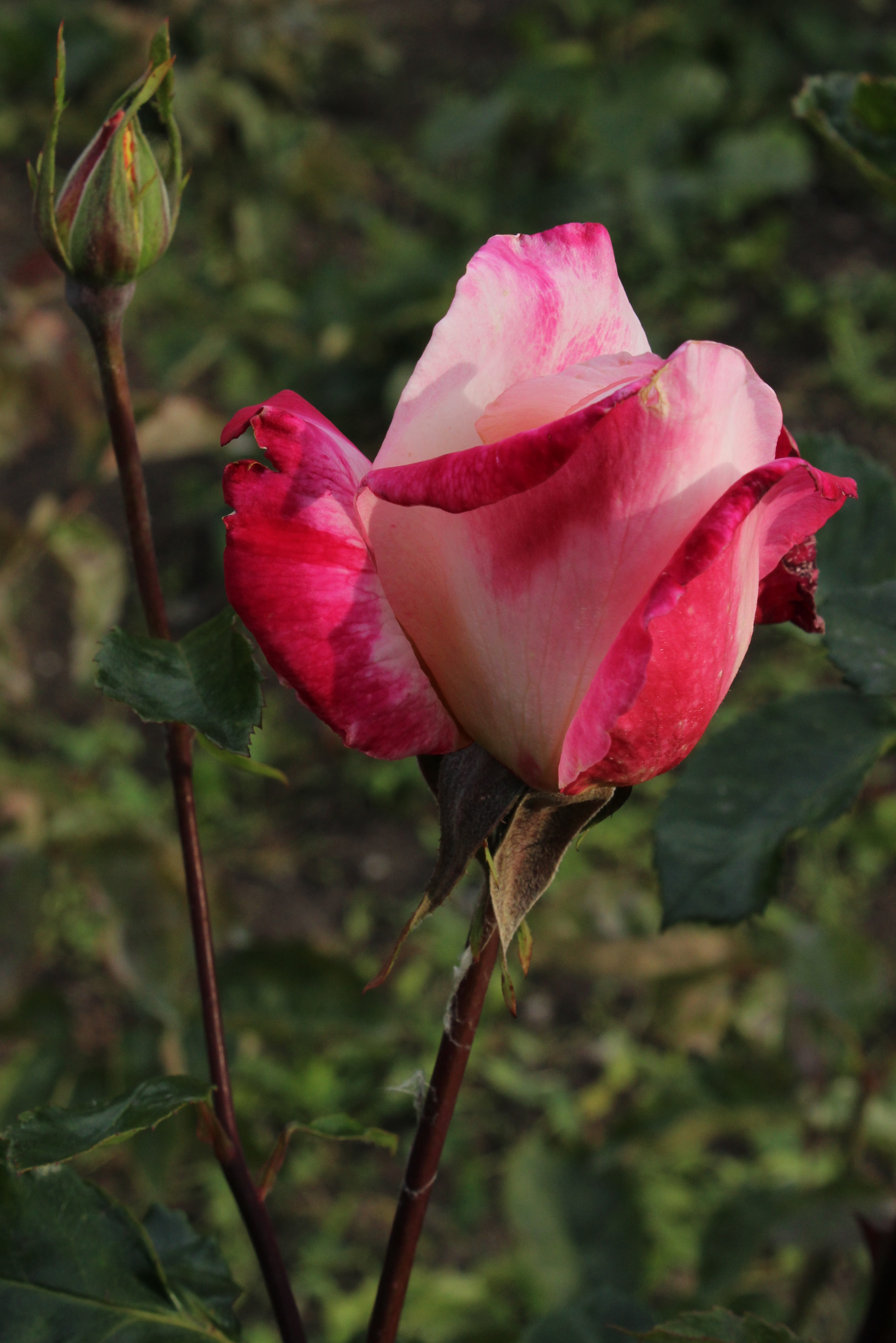
La rosa 'Circus Knie', Huber 1975.
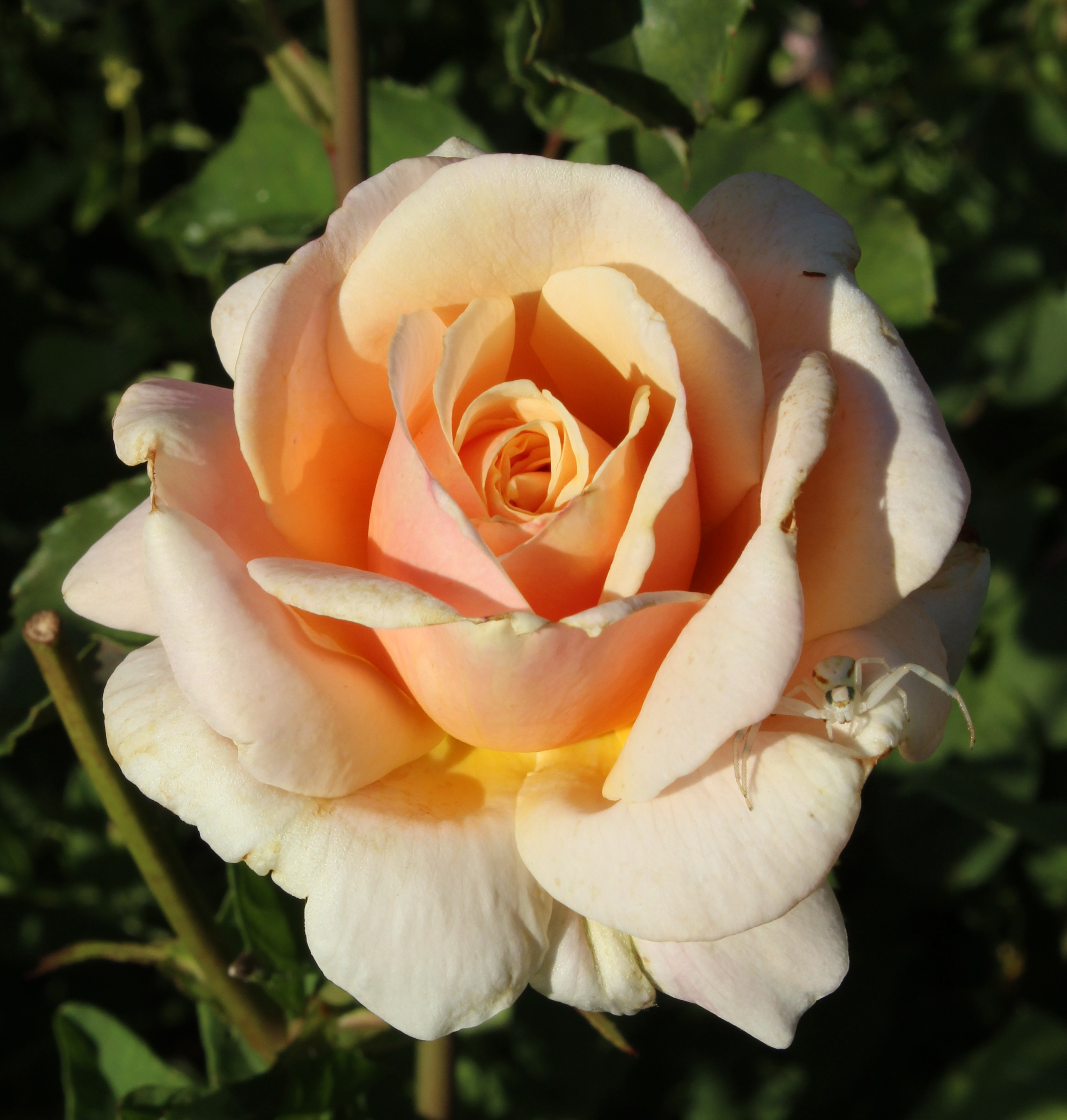
'Diamond Jubilee', Boerner 1947.
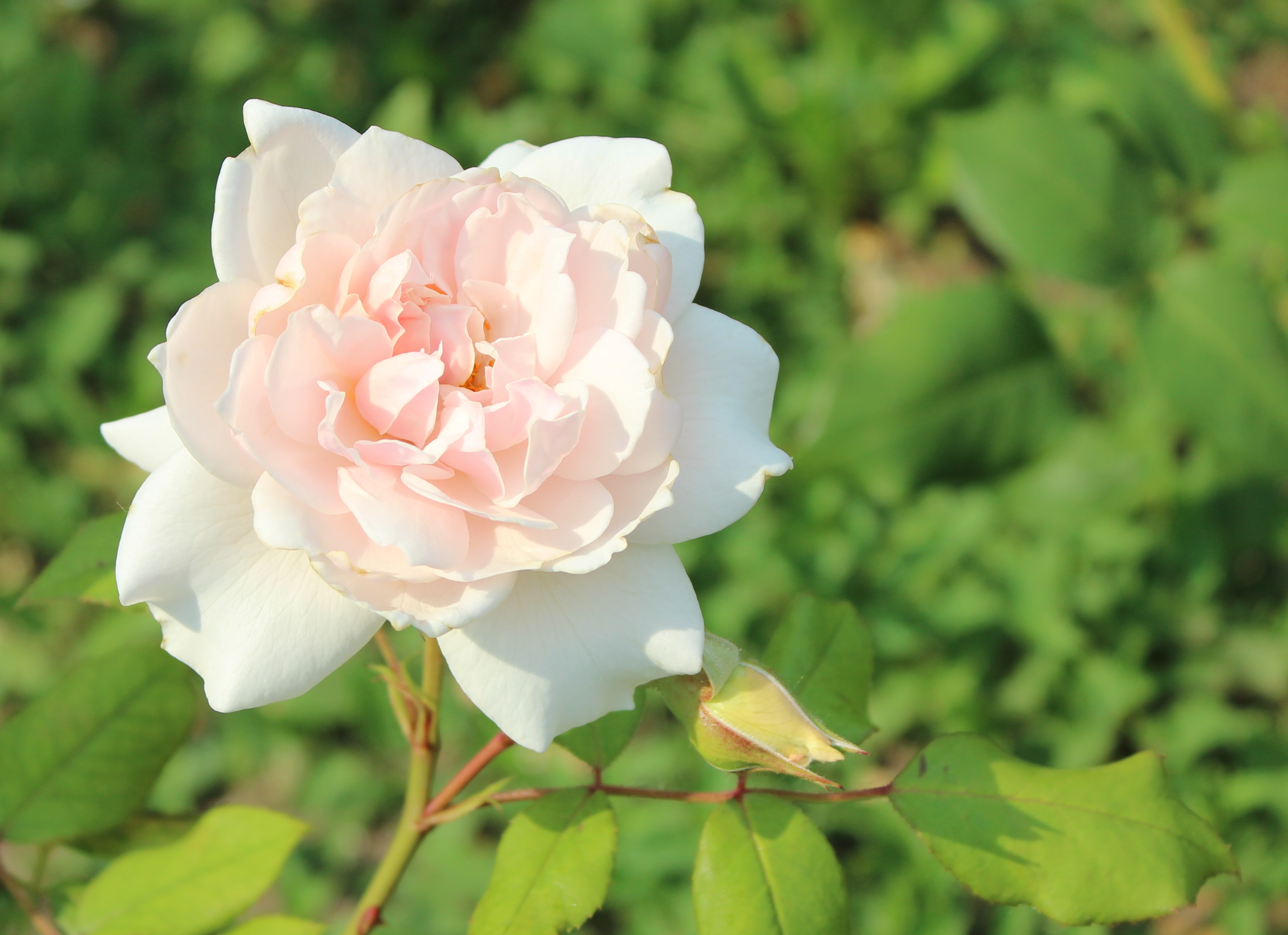
'Dove', David Austin 1984.
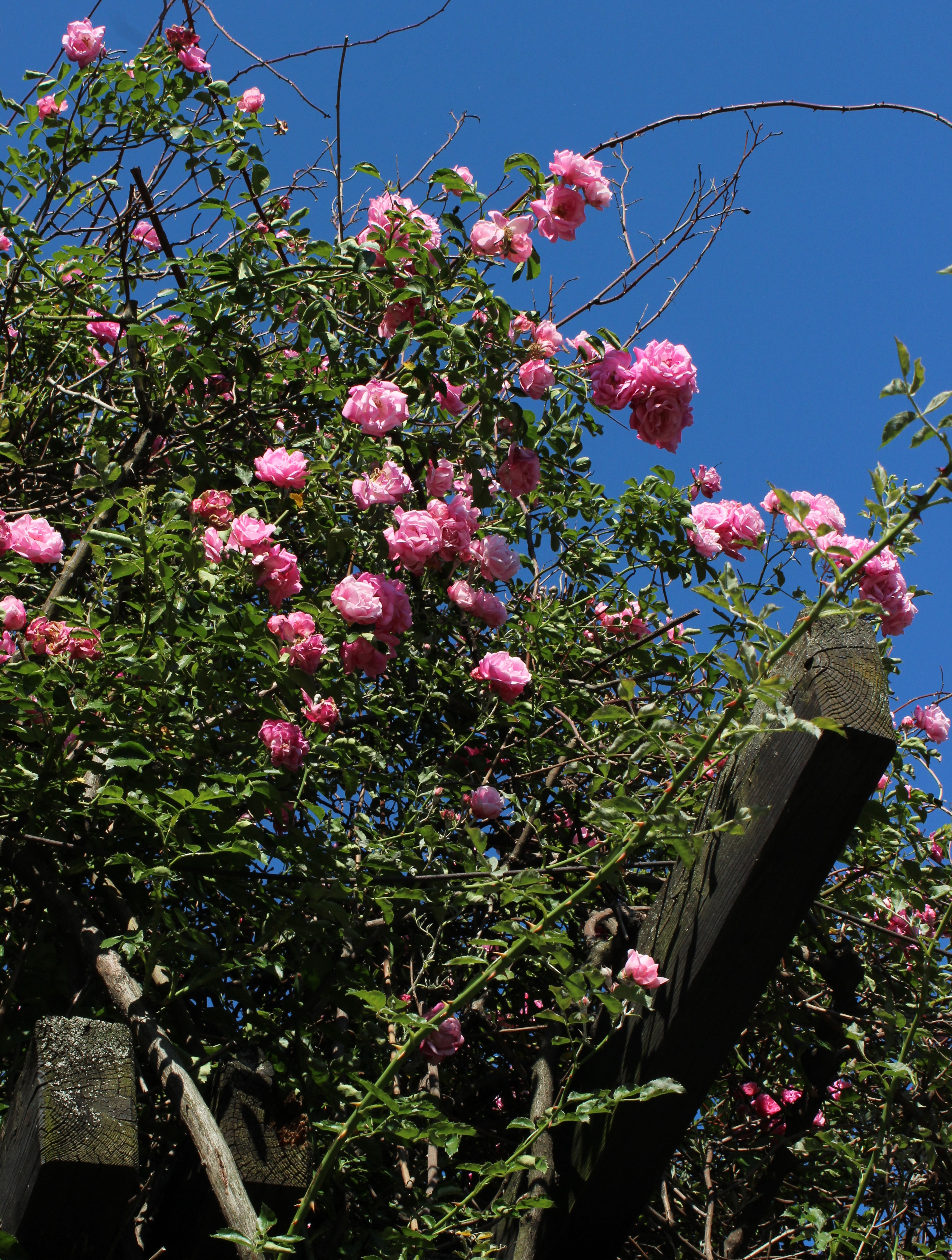
'Fragezeichen', Böttner 1910.
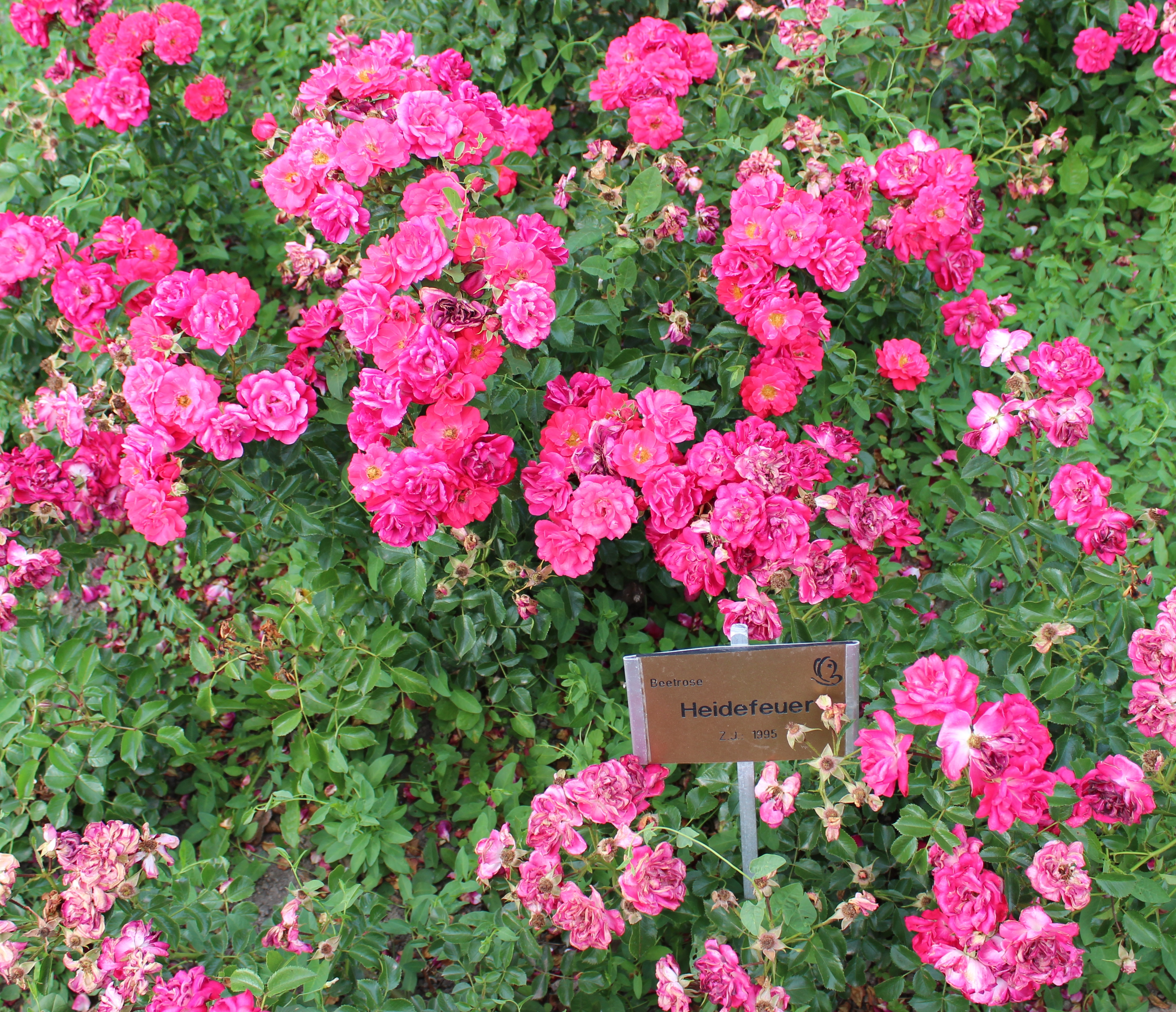
'Heidefeuer', Werner Noack 1986.
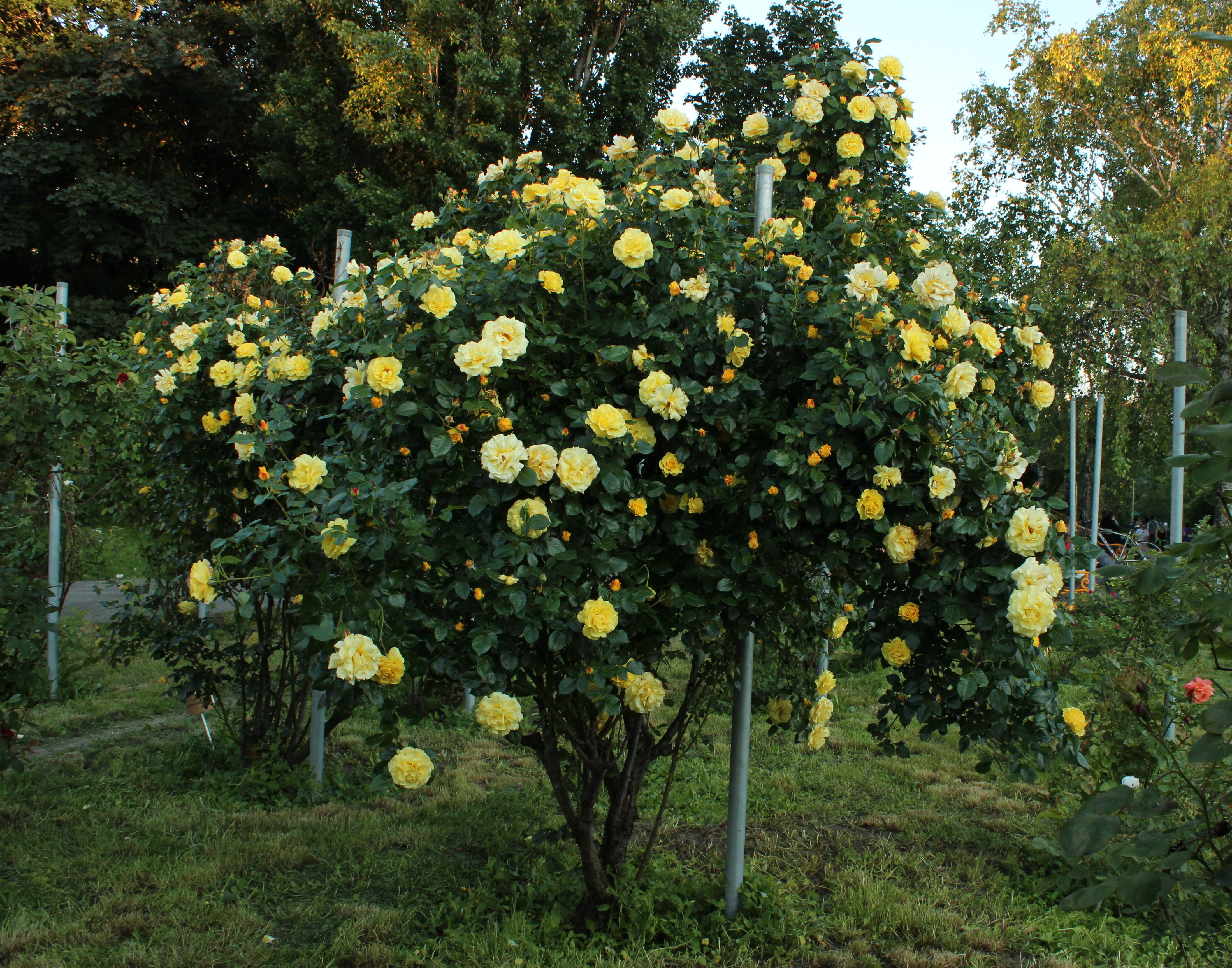
'Lichtkönigin Lucia', Kordes 1966.
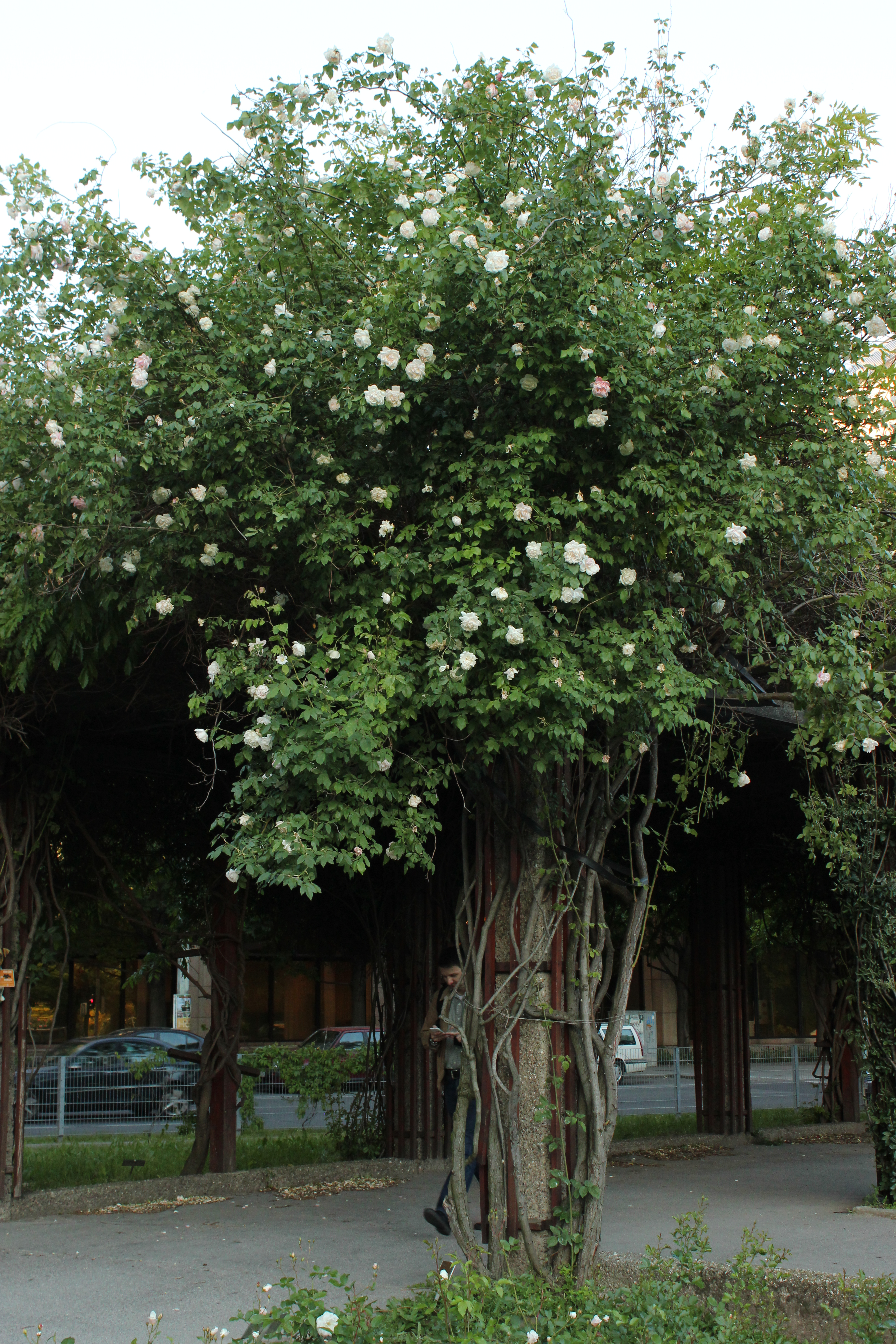
'Mme Alfred Carrière', Schwartz 1879.
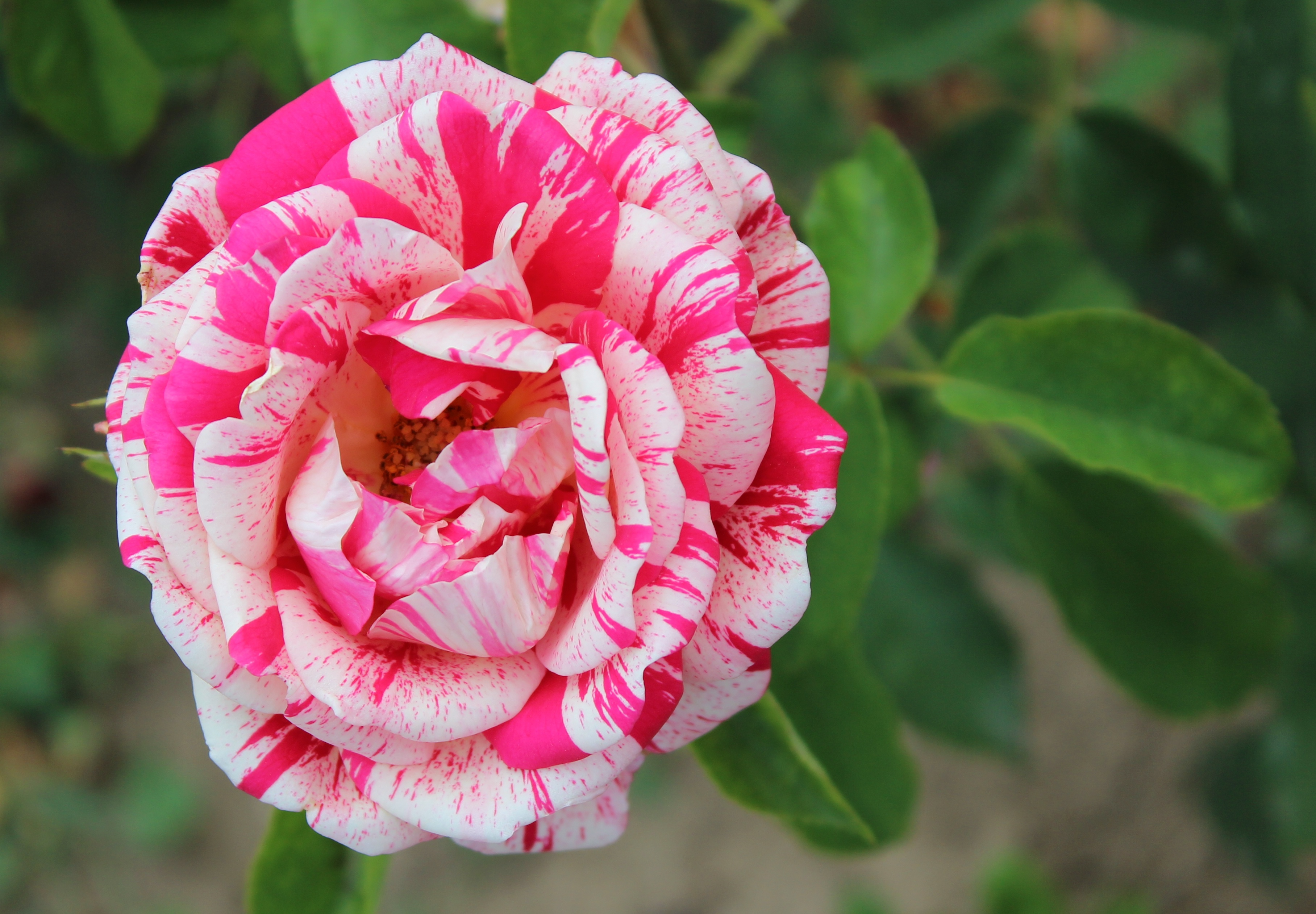
'Papageno', McGredy 1989.
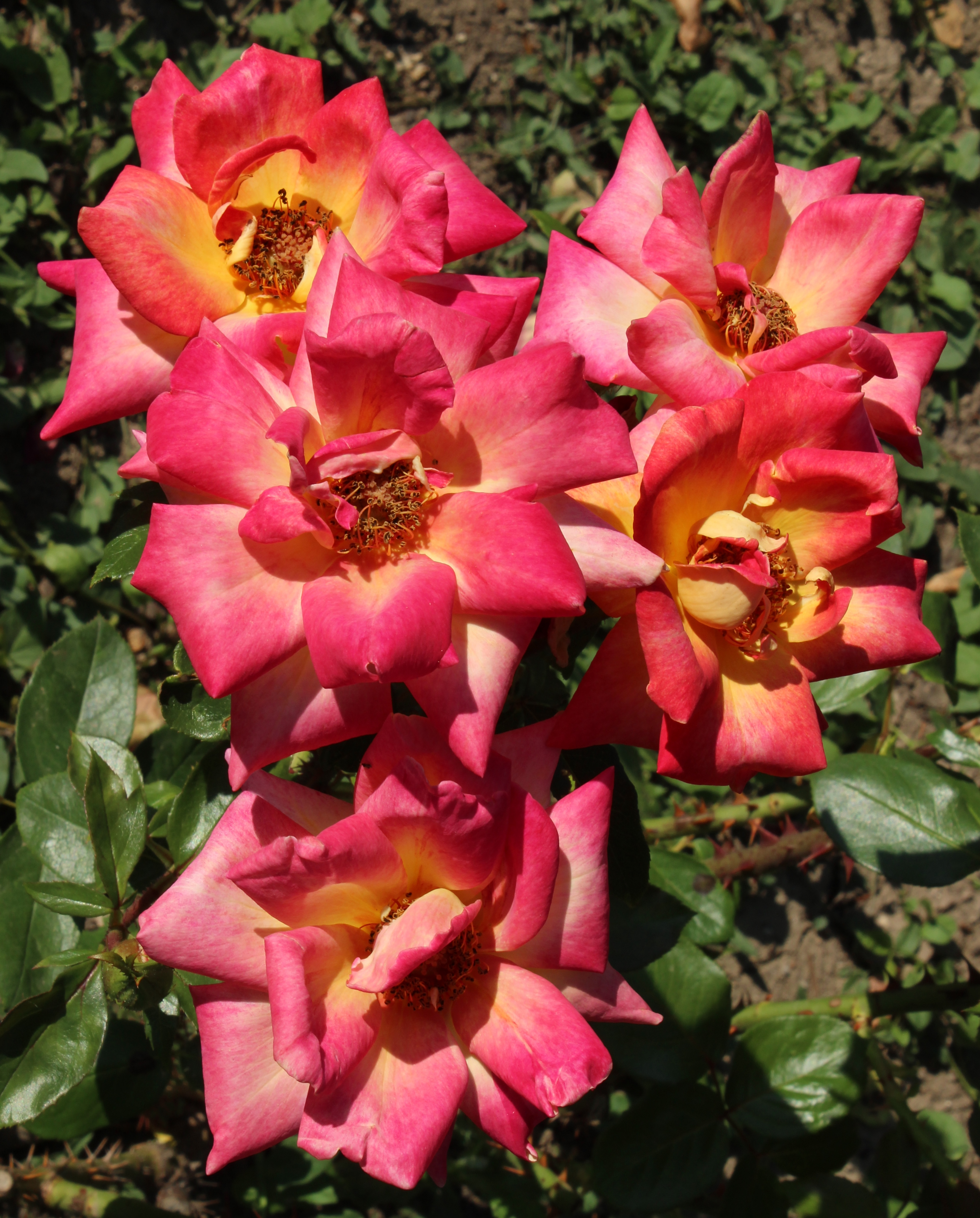
'Piccadilly', McGredy 1960.
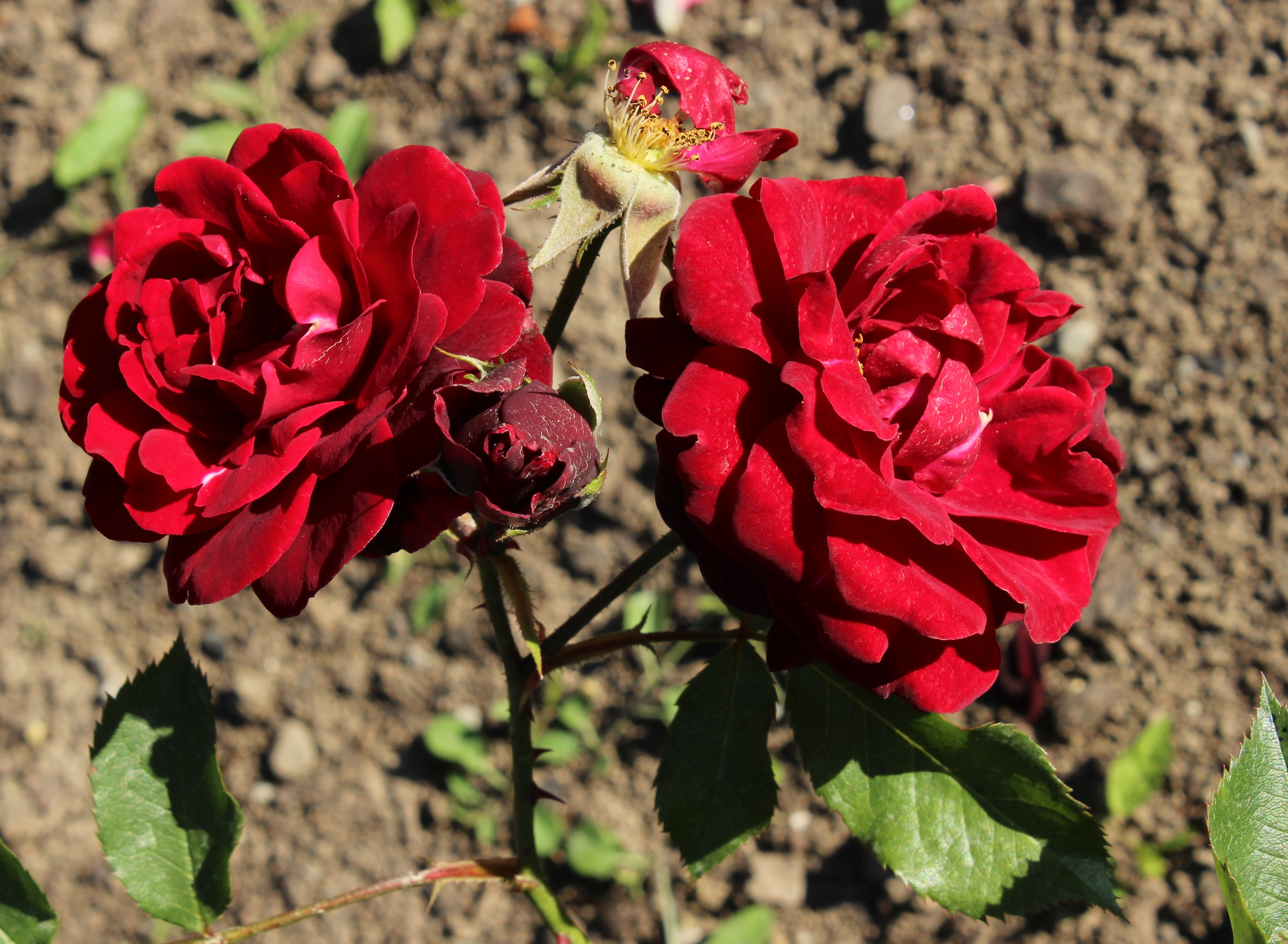
'Prinzessin Irrlieb', Kordes 1963.
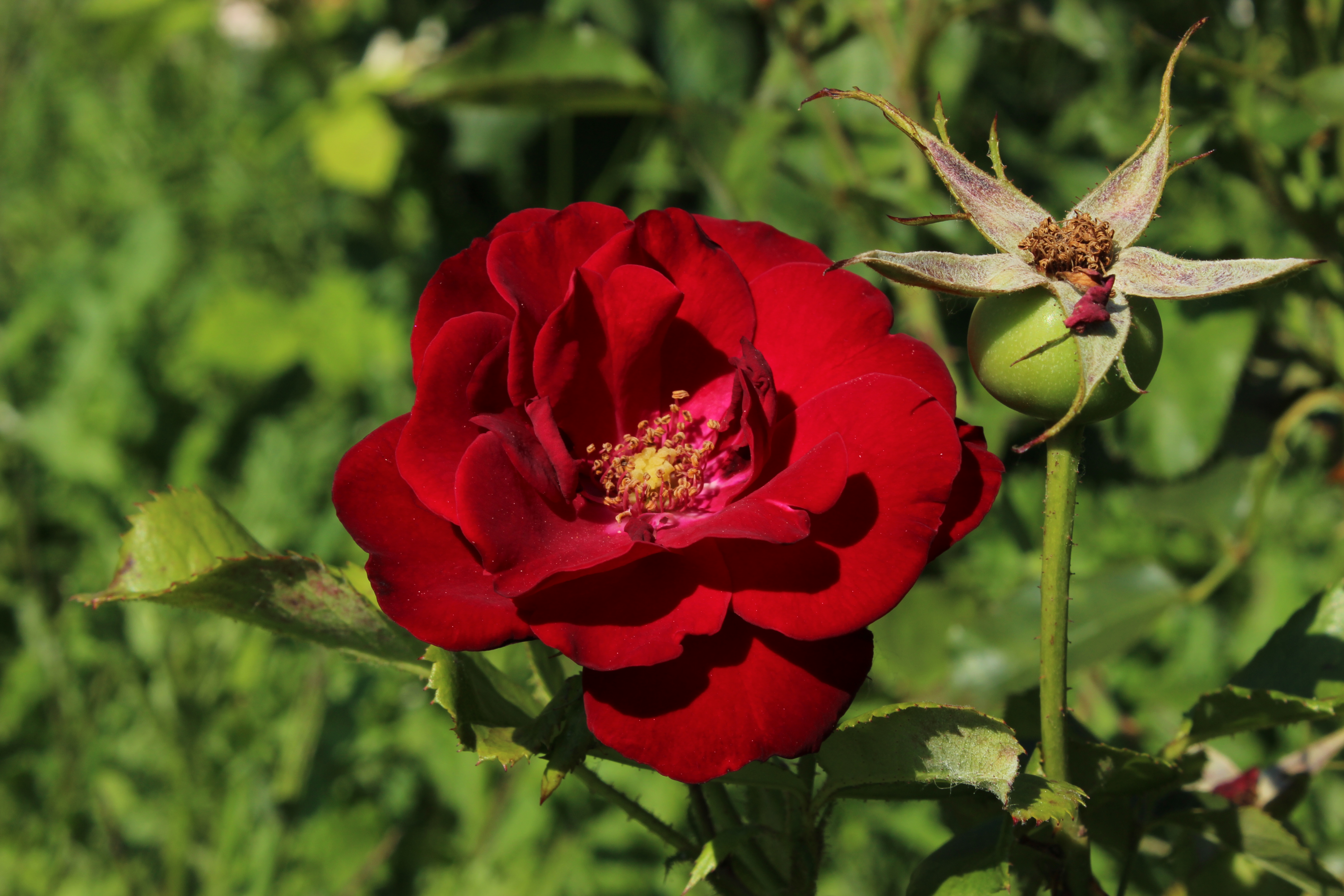
'Schweizer Gruß', Tantau 1952.
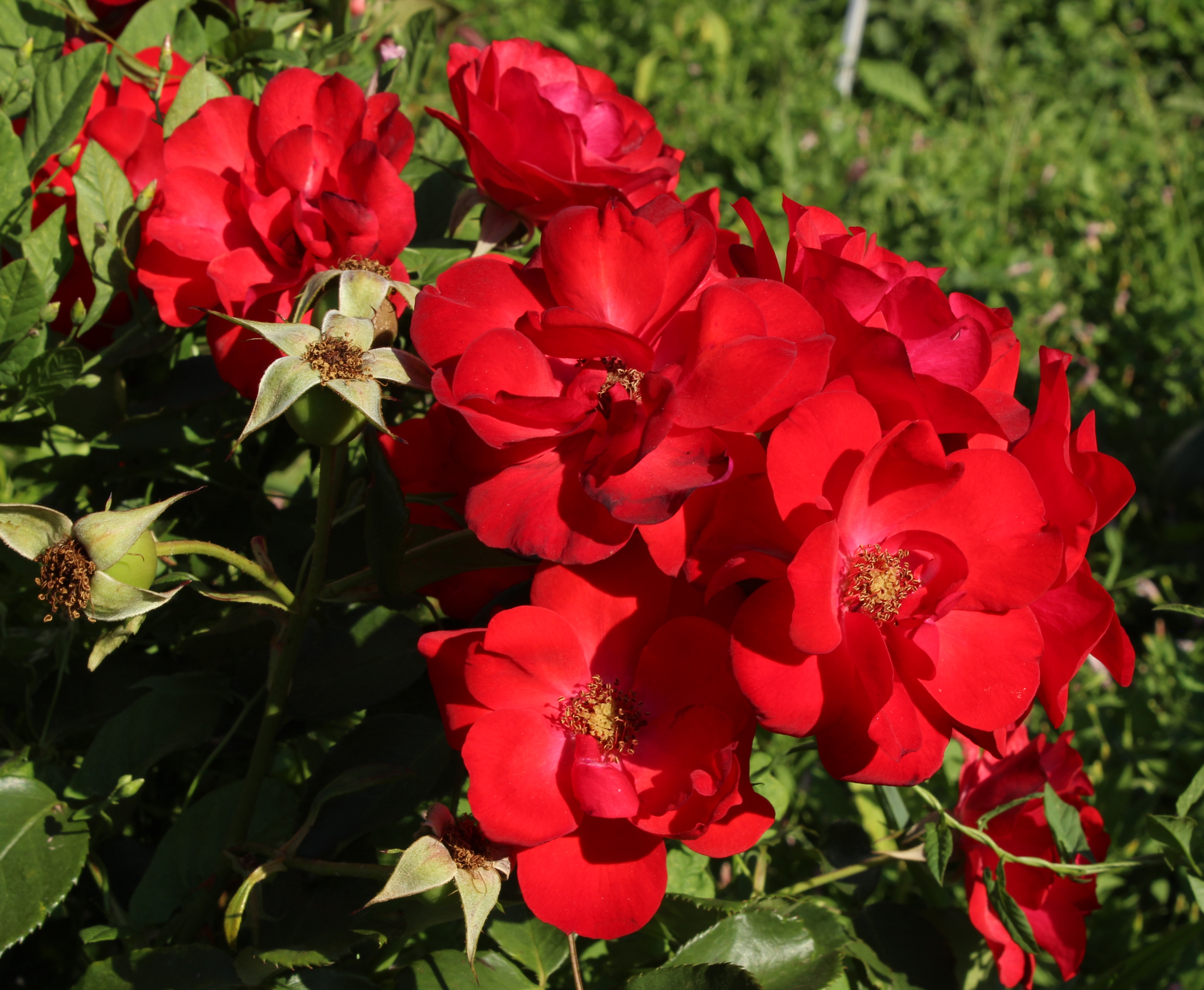
'Stadt Eltville', Tantau 1990.
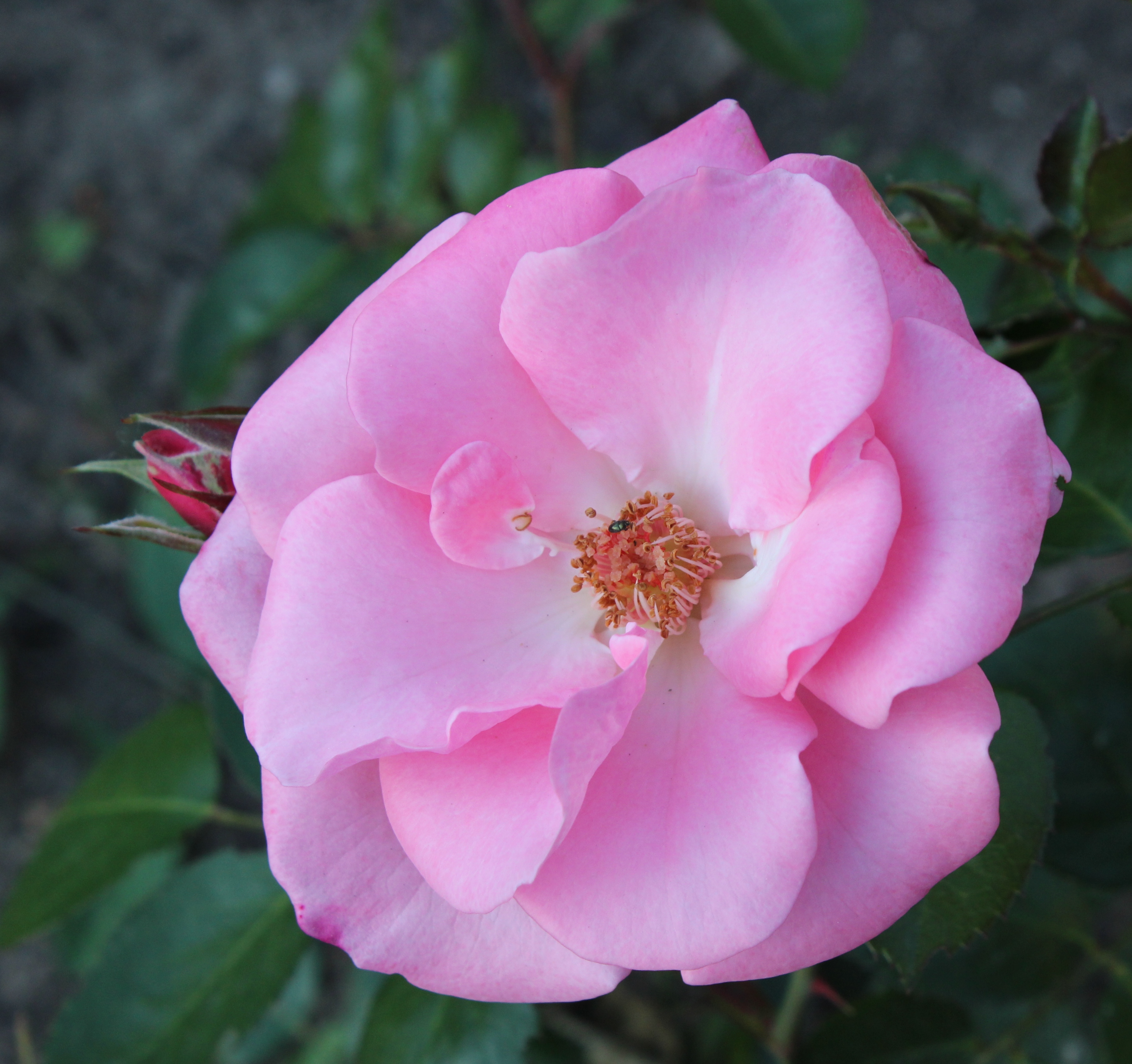
'Trier 2000', Kordes 1985.